# Политические партии и общественные объединения Беларуси
Республика Беларусь — президентская республика, в которой существуют только четыре политических партии и все они провластные. Оппозиционные партии в 2023 году были ликвидированы. Участие политических партий в органах власти не очень значительное, но увеличилось во время парламентских выборов 2024 года.

## История
Партийная система в Беларуси начала формироваться в начале двадцатого века. В конце 1902 — начале 1903 г. была основана политическая партия «Белорусская социалистическая Грамада». Вскоре после основания этой партии в Беларуси появились и другие политические партии — Социалистическая партия Белой Руси (1904 г.), Конституционно-католическая партия Литвы и Беларуси (1904 г.). Позже появилась Белорусская народная партия социалистов. На территории Беларуси действовали партии, выражавшие интересы национальных меньшинств, такие как Поалей Цион, Бунд, Объединённая еврейская социалистическая рабочая партия, Латышская партия социалистов-федералистов. К октябрю 1917 года на территории Беларуси действовали двадцать две политические партии. В 1925 году завершился процесс становления однопартийной системы на территории БССР.

## История регистрации партий и общественных объединений
Первым зарегистрированным общественным объединением стал Белорусский социальный экологический союз «Чернобыль» (дата регистрации — 16 ноября 1990 года). К октябрю 1994 года в республике были зарегистрированы 616 общественных организаций общереспубликанского значения, в том числе 21 политическая партия. В 1995 году началась перерегистрация (её прошло чуть более 56 % общественных организаций) и к январю 1999 года зарегистрировались 43 политические партии, 45 профсоюзов и 1173 иных общественных объединения. В 1999 году прошла новая перерегистрация, показавшая, что в стране 759 общественных объединения республиканского и международного уровней (всего перерегистрацию прошли также чуть более 56 % таких организаций). На 1 июля 2014 года в Беларуси были зарегистрированы 15 политических партий, 37 профсоюзов, 2567 общественных объединений местного, республиканского и международного уровней, 148 фондов.

## Регистрация
По состоянию на 2014 год все НКО должны были проходить уведомительную регистрацию (фактически это занимало в 2000-е годы от 1 месяца до 1,5 лет, а в среднем полгода), а за деятельность без регистрации полагалась уголовная ответственность до двух лет лишения свободы.

## Финансирование общественных организаций
В 2001 году Декрет президента А. Г. Лукашенко установил государственный контроль над получением и использованием общественными организациями иностранной финансовой помощи. В 2005 году было установлено, что общественная организация может заниматься предпринимательской деятельностью лишь постольку, поскольку это необходимо для её уставных целей и только посредством образования коммерческих организаций. В 2011 году в Уголовный кодекс РБ внесена статья 369.2, предусматривающая ответственность за безвозмездное использование иностранной денежной помощи. В 2011 году некоммерческим организациям было запрещено держать счета в зарубежных банках, заниматься по уставу образовательной деятельностью.

## Республиканские государственно-общественные объединения
Эта форма юридического лица была определена в 2003 году как некоммерческая организация, создаваемая с участием властей для выполнения возложенных на неё государственно значимых задач. В 2014 году в стране было 7 таких организаций: «Добровольное общество содействия армии, авиации и флоту Республики Беларусь», Белорусское физкультурно-спортивное общество «Динамо», «Белорусское республиканское общество спасания на водах», «Президентский спортивный клуб», «Белорусское общество охотников и рыболовов», «Белорусское добровольное пожарное общество», Белорусское общество «Знание».

## Ныне зарегистрированные партии
В Беларуси официально зарегистрировано 4 политические партии.
- Белая Русь
- Коммунистическая партия Беларуси
- Либерально-демократическая партия
- Республиканская партия труда и справедливости

## Партии и движения, официально не зарегистрированные в Беларуси

### Партии
- Партия свободы и прогресса
- Партия Белорусская Христианская Демократия

### Движения
- Белорусский республиканский союз молодёжи, молодëжная организация
- Говори правду, общественно-политическая кампания
- За Свободу (движение), общественное движение
- Демократический молодёжный союз, молодёжная организация
- Гражданский форум (Беларусь), молодёжная организация
- МХСС Молодые демократы, молодёжная организация
- Молодая Беларусь, молодёжная организация
- Молодёжный блок, общественно-политическое движение
- Молодой фронт, молодёжная организация
- Беларускі Народны Рух, общественное движение
- Революционное действие, анархистское движение
- Ассоциация Белорусских Студентов (ЗБС)
- Legalize Belarus, общественное движение

## Исторические партии и движения, прекратившие существование
- Бунд (1897—1921)
- Белорусская партия социалистов-революционеров (1918—1924)
- Белорусская христианская демократия (1917) (1917—1939)
- Белорусская социалистическая громада (1902—1918)
- Объединённая еврейская социалистическая рабочая партия (1917—1920)
- Белорусская крестьянская партия «Зелёный дуб» (1919 — начало 1930-х)
- Коммунистическая партия Западной Белоруссии (1923—1938)
- Белорусская национал-социалистическая партия (1933—1944)
- Белорусская Народная Грамада (1941—1944)
- Белорусская партия независимости (1939\1942 — 1950-е)
- Белорусский народный фронт «Возрождение» (1988—1993)
- Славянский собор Белая Русь (1992—1999)
- Белорусская партия свободы (1992—2003)
- Белорусская партия женщин «Надзея» (1994—2007)
- Объединённые демократические силы (2005—2009)
- Зубр (молодёжное движение), молодёжная организация (2001—2006)
- Белорусская партия труда (1993—2004)
- Белорусская социал-демократическая партия (Народная Грамада) (1996—2005)
- Консервативно-Христианская Партия — БНФ (1999—2023)
- Белорусская патриотическая партия (1996—2023)
- Белорусская партия «Зелёные» (1994—2023)
- Партия «Белорусская социал-демократическая Грамада» (1991—2023)
- Республиканская партия (1994—2023)
- Социал-демократическая партия народного согласия (1996—2023)
- Белорусская аграрная партия (1992—2023)
- Партия БНФ (1993—2023)
- Объединённая гражданская партия (1995—2023)
- Белорусская социально-спортивная партия (1994—2023)
- Белорусская социал-демократическая партия (Грамада) (1991—2023)
- Белорусская партия левых «Справедливый мир» (1991—2023)

## Представительство в органах власти
Политические партии республики почти не представлены в органах власти. Этому способствует то, что выборы всех уровней проходят по одномандатным округам, а не по партийным спискам. По состоянию на 2014 год действует норма о том, что зарегистрированная политическая партия может без сбора подписей выдвинуть своего кандидата. Однако это правило ограничено территориальным признаком — в областной совет может выдвигать кандидатов только областная партийная организация, а в районный — районная. К тому же был введён запрет на регистрацию инициативных групп по сбору подписей за одного и того же кандидата сразу в нескольких округах. Зачастую, особенно на выборах в местные советы, партии не выдвигают своих кандидатов. Например, на выборах в местные советы в 2014 году, кандидаты от политических партий составили менее 3 % от общего числа выдвиженцев. Даже Коммунистическая партия Беларуси выдвинула только 276 кандидатов, хотя избиралось более 10 тысяч депутатов. Остальные партии выдвинули и того меньше.